# Талажанка (приток Кобры)
Талажанка — река в Нагорском районе Кировской области России. Устье реки находится в 131 км по левому берегу реки Кобра. Длина реки составляет 28 км, площадь водосборного бассейна 125 км². В 3,5 км от устья принимает слева реку Малая Талажанка. До впадения Малой Талажанки также именуется Большой Талажанкой.
Исток реки на Северных Увалах в лесах севернее деревни Зуевцы (Мулинское сельское поселение). Река течёт на север по ненаселённому частично заболоченному лесному массиву. Впадает в Кобру в урочище Орлецовский Перекат в 9 км к юго-востоку от посёлка Красная Речка (Кобринское сельское поселение).

## Данные водного реестра
По данным государственного водного реестра России относится к Камскому бассейновому округу, водохозяйственный участок реки — Вятка от истока до города Киров, без реки Чепца, речной подбассейн реки — Вятка. Речной бассейн реки — Кама.